# Сабіт
Сабі́т (каз. Сәбит) — село у складі Жамбильського району Північноказахстанської області Казахстану. Входить до складу Майбалицького сільського округу.
Населення — 96 осіб (2021; 155 у 2009, 204 у 1999, 244 у 1989).
Національний склад станом на 1989 рік:
- казахи — 100 %.